# Bloedbad van Sochy

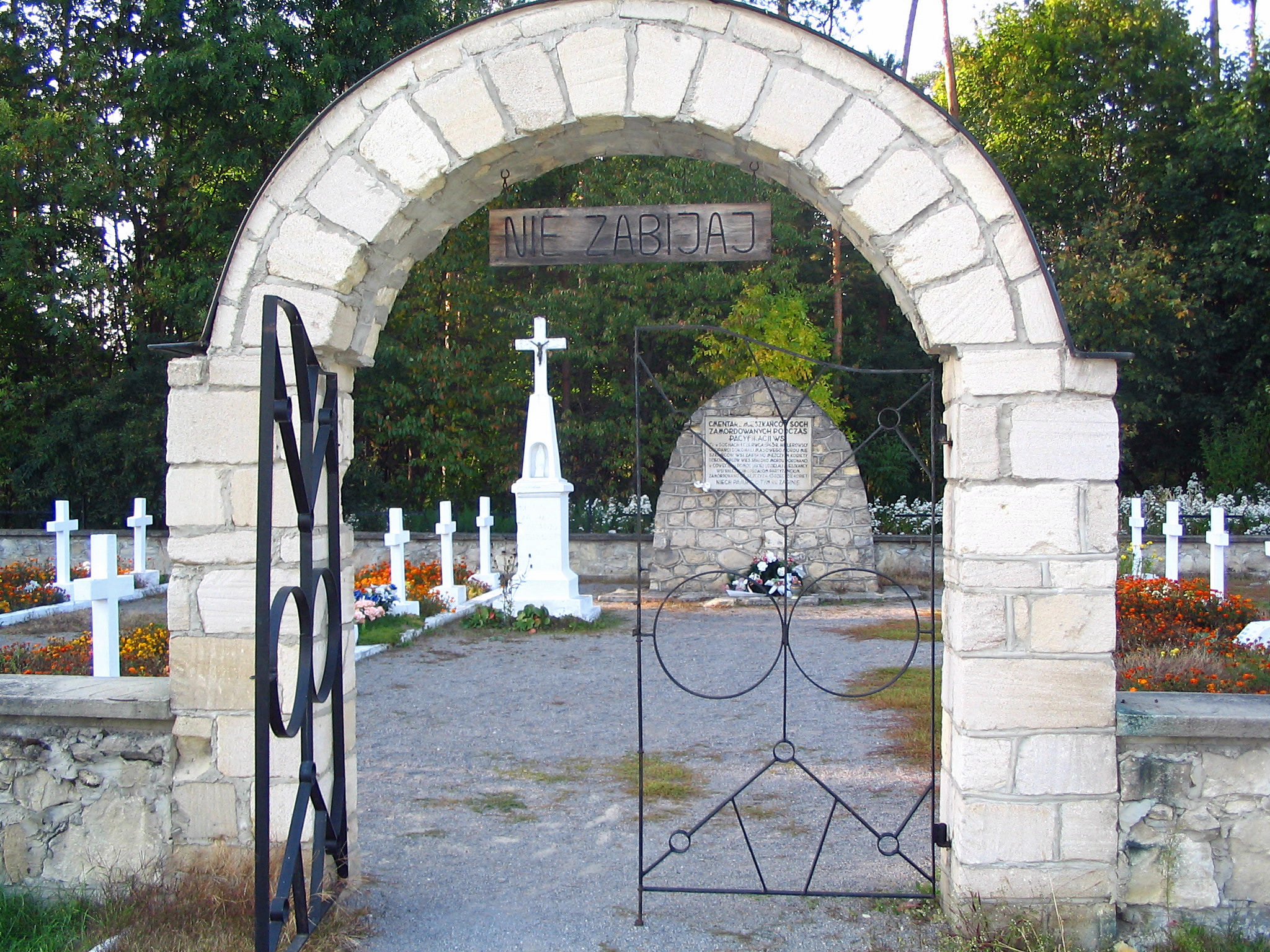
De begraafplaats van Sochy

Het Bloedbad van Sochy werd aangericht in het Zuidoost-Poolse dorp Sochy door de troepen van nazi-Duitsland.
De Duitsers omsingelden het dorp op 1 juni 1943 en brandden het plat, waarbij 185 mensen om het leven kwamen. Na het platbranden werd het dorp gebombardeerd. Het bloedbad vond plaats als vergelding voor de steun van sommige dorpelingen aan de partizanen.
De dorpelingen werden per gezin onder één kruis begraven op een speciale begraafplaats met een herinneringskerk.
Ardeatijnse-grotten · Babi Jar · Bleiburg · Bronnaja Gora · Butrimonys · Canicattì · Changjiao · Chatyn · Distomo · Glitiškės · Kamjanets-Podilsky · Katyn · Ležáky · Lidice · Maillé · Malmedy · Nanjing · Oradour-sur-Glane · Paneriai · Sochy · Trhová Kamenice · Tulle · Vinkt · Wereth